# Callum O'Hare
Callum Luke O'Hare (Solihull, 1º maggio 1998) è un calciatore inglese, centrocampista dello Sheffield Utd.

## Caratteristiche tecniche
È un centrocampista offensivo.

## Carriera

### Club
Cresciuto nel settore giovanile dell'Aston Villa, debutta in prima squadra il 9 agosto 2017 giocando il match di FA Cup vinto 2-1 contro il Colchester Utd; nel gennaio del 2019 viene ceduto in prestito al Carlisle Utd, per fare esperienza in Football League Two.
Il 22 agosto 2019 va nuovamente in prestito, questa volta al Coventry City in Football League One. Con il club biancoazzurro ottiene la promozione in seconda divisione ed al termine della stagione, rimasto svincolato, viene tesserato a titolo definitivo.

### Nazionale
Nel 2017 ha giocato una partita nella nazionale inglese Under-20.

## Statistiche
Statistiche aggiornate al 24 novembre 2022.

### Presenze e reti nei club
| Stagione             | Squadra              | Campionato           | Campionato | Campionato | Coppe nazionali | Coppe nazionali | Coppe nazionali | Coppe continentali | Coppe continentali | Coppe continentali | Altre coppe | Altre coppe | Altre coppe | Totale | Totale | Totale |
| Stagione             | Squadra              | Comp                 | Pres       | Reti       | Comp            | Pres            | Reti            | Comp               | Pres               | Reti               | Comp        | Pres        | Reti        | Pres   | Reti   |        |
| -------------------- | -------------------- | -------------------- | ---------- | ---------- | --------------- | --------------- | --------------- | ------------------ | ------------------ | ------------------ | ----------- | ----------- | ----------- | ------ | ------ | ------ |
| 2017-2018            | Aston Villa          | FLC                  | 4          | 0          | FACup+CdL       | 1+3             | 0               |                    | -                  | -                  |             | -           | -           | 8      | 0      |        |
| 2018-gen. 2019       | Aston Villa          | FLC                  | 0          | 0          | FACup+CdL       | 1+0             | 0               |                    | -                  | -                  |             | -           | -           | 1      | 0      |        |
| Totale Aston Villa   | Totale Aston Villa   | Totale Aston Villa   | 4          | 0          |                 | 5               | 0               |                    | -                  | -                  |             | -           | -           | 9      | 0      |        |
| gen.-giu. 2019       | Carlisle Utd         | FL2                  | 16         | 3          | FACup+CdL       | 0               | 0               |                    | -                  | -                  | EFL Trophy  | 0           | 0           | 16     | 3      |        |
| 2019-2020            | Coventry City        | FL1                  | 29         | 3          | FACup+CdL       | 7+1             | 1+0             |                    | -                  | -                  | EFL Trophy  | 3           | 0           | 40     | 4      |        |
| 2020-2021            | Coventry City        | FLC                  | 46         | 3          | FACup+CdL       | 1+1             | 0               |                    | -                  | -                  |             | -           | -           | 48     | 3      |        |
| 2021-2022            | Coventry City        | FLC                  | 45         | 5          | FACup+CdL       | 2+0             | 0               |                    | -                  | -                  |             | -           | -           | 47     | 5      |        |
| 2022-2023            | Coventry City        | FLC                  | 11         | 0          | FACup+CdL       | 0               | 0               |                    | -                  | -                  |             | -           | -           | 11     | 0      |        |
| 2023-2024            | Coventry City        | FLC                  | 28         | 6          | FACup+CdL       | 5+0             | 4+0             | -                  | -                  | -                  | -           | -           | -           | 33     | 10     |        |
| Totale Coventry City | Totale Coventry City | Totale Coventry City | 159        | 17         |                 | 17              | 5               |                    | -                  | -                  |             | 3           | 0           | 179    | 22     |        |
| Totale carriera      | Totale carriera      | Totale carriera      | 179        | 20         |                 | 22              | 5               |                    | -                  | -                  |             | 3           | 0           | 204    | 25     |        |

## Palmarès

### Club
- Football League One: 1

Coventry City: 2019-2020